# Stefan Oczesalski
Stefan Oczesalski (ur. 1 kwietnia 1887, zm. ?) – podpułkownik Sztabu Generalnego Wojska Polskiego.

## Życiorys
Urodził się w guberni warszawskiej, w rodzinie Ludwika. Był wyznania prawosławnego. 3 września 1906, po ukończeniu szkoły realnej w Warszawie, rozpoczął służbę w Armii Imperium Rosyjskiego. Ukończył Czugujewską Szkołę Junkrów Piechoty . 15 czerwca 1908 został mianowany podporucznikiem ze starszeństwem z 14 czerwca 1907 i wcielony do 220 Jepifańskiego Rezerwowego Pułku Piechoty . 1 stycznia 1909 pełnił służbę w 220 Jepifańskim Batalionie Rezerwowym w Morszańsku należącym do 55 Rezerwowej Brygady Piechoty. W następnym roku razem z całym batalionem został wcielony do 191 Largo-Kagulskiego Pułku Piechoty, należącego do 48 Dywizji Piechoty . 21 listopada 1911 został przeniesiony do 56 Żytomierskiego Pułku Piechoty, należącego do 14 Dywizji Piechoty, na stanowisko młodszego oficera 4. kompanii. 25 listopada tego roku awansował na porucznika ze starszeństwem z 14 czerwca 1911. W 1912 został słuchaczem Imperatorskiej Nikołajewskiej Akademii Wojskowej. Według stanu na 1 stycznia 1914 był kawalerem (ros. Холост). W tym samym roku, po ukończeniu akademii wrócił do macierzystego pułku i w jego szeregach walczył w czasie I wojny światowej. 22 listopada 1915 awansował na sztabskapitana ze starszeństwem z 14 czerwca 1915 . W 1915 otrzymał tytuł oficera przydzielonego do Sztabu Generalnego, a w następnym roku oficera Sztabu Generalnego i przydział na stanowisko starszego adiutanta sztabu 3 Dywizji Kozaków Dońskich . 15 sierpnia 1916 został mianowany kapitanem ze starszeństwem z 14 czerwca 1916 . 26 marca 1917 był pomocnikiem starszego adiutanta oddziału generała kwatermistrza sztabu 6 Armii.
W marcu 1918 został wyznaczony na stanowisko dowódcy 2 Pułku Rezerwowego, który wchodził w skład Brygady Rezerwowej I Korpusu Polskiego w Rosji.
Z dniem 1 czerwca 1919 został przydzielony do Naczelnego Dowództwa Wojska Polskiego. 12 czerwca 1919 został formalnie przyjęty do Wojska Polskiego z byłych Korpusów Wschodnich i byłej armii rosyjskiej, z zatwierdzeniem posiadanego stopnia podpułkownika Sztabu Generalnego. Następnie przez dwa lata pełnił służbę w Dowództwie Okręgu Generalnego „Kraków” na stanowisku szefa Wydziału IV i zastępcy szefa sztabu. Za ten okres służby otrzymał pochwałę od dowódcy okręgu, generała porucznika Aleksandra Osińskiego. W kwietniu 1921 został przeniesiony na stanowisko członka Komisji Weryfikacyjnej.
1 czerwca 1921 pełnił służbę w Oddziale V Sztabu Ministerstwa Spraw Wojskowych. 2 lipca 1922 Naczelnik Państwa i Naczelny Wódz, na podstawie orzeczenia Oficerskiego Trybunału Orzekającego, pozbawił go stopnia oficerskiego.

## Ordery i odznaczenia
W czasie służby w armii rosyjskiej otrzymał:
- Order św. Anny 2 stopnia z mieczami – 12 sierpnia 1915,
- Order św. Stanisława 2 stopnia z mieczami – 16 maja 1916,
- Order św. Anny 3 stopnia z mieczami i kokardą – 17 stycznia 1916,
- Order św. Stanisława 3 stopnia z mieczami i kokardą – 22 lutego 1915,
- Order św. Anny 4 stopnia – 22 lutego 1915[11] [2] .